# VEGAS Pro
VEGAS Pro è un software di video editing prodotto dalla divisione software di proprietà della MAGIX. VEGAS Pro, precedentemente noto come Sony Vegas Pro, è una popolare suite di software di editing video professionale sviluppata da MAGIX Software GmbH. Questo software è ampiamente utilizzato da professionisti dell'industria cinematografica, editori video e creatori di contenuti per creare e modificare video di alta qualità. Ecco alcune delle principali caratteristiche e funzionalità di VEGAS Pro:    Editing video avanzato: VEGAS Pro offre un potente set di strumenti per l'editing video non lineare, consentendo agli utenti di tagliare, unire, ritagliare, aggiungere effetti, transizioni e altro ancora.    Multi-traccia e multi-camera: Supporta il lavoro con più tracce video e audio, oltre alla gestione di progetti multi-camera per montare diverse angolazioni dello stesso evento.    Evidenziamento della sincronizzazione: VEGAS Pro offre funzionalità di evidenziazione della sincronizzazione audio/video, semplificando il processo di sincronizzazione tra audio e video.    Effetti e transizioni: Il software offre una vasta gamma di effetti video, transizioni e filtri per migliorare la qualità visiva dei video.    Correzione del colore e del colore: È possibile regolare l'aspetto e il colore dei video, applicare correzioni del colore, effetti di gradazione del colore e altro ancora.    Compositing avanzato: VEGAS Pro supporta il compositing avanzato, consentendo di sovrapporre più clip video con controllo preciso delle opacità e della trasparenza.    Supporto 4K e HDR: È in grado di gestire video ad alta risoluzione, inclusi formati 4K e HDR (High Dynamic Range).

## Storia
VEGAS Pro vede la luce nel 1999 quando viene distribuita la prima versione VEGAS 1.0. L'anno successivo, con la versione VEGAS 2.0 viene consentita la modifica in tempo reale di tutte le modifiche e aggiunta un'ampia gamma di formati nativi. Nel 2002, il software si arricchisce di un'interfaccia di montaggio non lineare che permette la personalizzazione dei flussi di lavoro. Nel 2011, si afferma come leader nell'uso di OpenCL per l'accelerazione hardware e dal 2016 la società viene rilevata da MAGIX che l'acquista dalla Sony. Ciò porterà nuovo lustro a VEGAS che nel 2020 aggiunge degli strumenti di editing assisti dall'IA con la versione VEGAS Pro 18, riconfermandosi così come leader nell'innovazione.

## Versioni
Vegas è in realtà un nome comune a una famiglia di prodotti simili dedicati al video editing. Tale famiglia comprende, al 2011, due versioni entry level (Vegas Movie Studio e Vegas Movie Studio Platinum) che si differenziano tra loro soprattutto per il numero di funzioni implementate, e una versione professionale "Vegas Pro" che ha il supporto per molte funzioni tipicamente utilizzate in ambiente professionale e broadcast (acquisizione da sorgenti SDI, controllo via MIDI, supporto per dispositivi XDCAM). Questa versione è disponibile sia in versione 32 bit che 64 bit e comprende anche DVD Architect Pro, un programma di creazione DVD video e Blu-Ray, e Sony Media Manager, un database per gestire archivi di materiale video e audio. L'installazione di entrambi è comunque opzionale.

## Caratteristiche

### Video
Vegas è in grado di combinare editing di materiale Standard Definition (SD), High Definition (HD) e High Definition Video (HDV) in tempo reale, e non richiede nessuna conversione del materiale sorgente. Anche il formato della timeline può essere arbitrario, il software effettuerà tutte le conversioni necessarie: ogni sorgente video può essere usata indipendentemente dalla sua risoluzione, bitrate, rapporto d'aspetto e cadenza di ripresa.
Il numero di tracce video o audio è, nella versione Pro, illimitato e dipende solo dalle risorse di sistema. Le altre versioni sono limitate a 10 tracce per tipo. Oltre al monitor di preview via software, si può utilizzare come preview ogni uscita firewire o anche qualunque dispositivo VGA o DVI connesso al computer come secondo monitor.
Una delle caratteristiche salienti di Vegas, fin dalla prima versione, è l'anteprima in tempo reale: compatibilmente con la potenza della macchina su cui gira, l'applicazione di effetti viene sempre mostrata sul preview, senza richiedere rendering preventivi  Vegas ha un'opzione per ridurre la qualità del video in preview se il rendering in tempo reale richiede troppe risorse macchina.
Vegas non richiede nessun hardware specialistico per il video, come schede di acquisizione e di montaggio, appoggiandosi unicamente all'hardware del computer su cui gira. Supporta nativamente comunque gran parte dei dispositivi professionali.
Il supporto nativo HD e per materiale girato in 24p è stato disponibile su Vegas a partire dalla versione 4.0b del 2003. Anche il materiale HDV e AVCHD può essere gestito nativamente, oppure è possibile utilizzare un formato intermedio come il Cineform Connect HD.
Vegas è in grado comunque di convertire qualunque materiale in 24p, o più in generale ogni materiale in qualunque altro formato supportato.
Dalla versione 8.0 Vegas supporta nativamente anche i file AVI con codec MJPEG, usato da molti video server e da alcune macchine fotografiche digitali in grado di riprendere video.
Dalla versione 9.0, è stato esteso il supporto per la cinematografia digitale, aggiungendo il supporto per risoluzione 4K e per i file RED ONE e XDCAM EX.
Dalla versione 10.0 è stato aggiunto il supporto nativo per l'editing di sorgenti tridimensionali. Con la stessa versione, è stato introdotto il supporto per plug-in OFX di terze parti.
Non è possibile il rendering in background. Tuttavia, Vegas supporta il rendering distribuito in rete.
Per tutta la suite Sony Creative Software non è disponibile la lingua italiana.

### Scripting
Vegas è in grado eseguire script creati dall'utente per automatizzare operazioni ripetitive. Gli script possono essere scritti in Visual Basic o JavaScript e richiedono il supporto .NET installato nel computer. È possibile controllare, manipolare e automatizzare praticamente ogni aspetto del programma.

### Aspetti avanzati
Vegas ha una parte di movimentazione della clip molto potente. Ogni evento, o anche l'applicazione di ogni effetto speciale, può venire animata con un sistema basato su keyframe. La versione Pro permette anche l'animazione a livello di traccia e l'utilizzo di una traccia master come camera virtuale.
Pur non essendo un software di compositing vero e proprio, Vegas possiede un motore di montaggio video in 3d simile a quello di After Effects, ma senza ombre e luci. Vegas può soddisfare alcune esigenze di editing e compositing, senza la pretesa di competere con software dedicati ma con una flessibilità maggiore di altri software di video editing.